# Linia kolejowa Mannheim – Frankfurt am Main
Riedbahn – niemiecka linia kolejowa o standardowej szerokości torów i zelektryfikowana, zlokalizowana w południowej Hesji. Prowadzi z Frankfurt Hauptbahnhof lub Portu lotniczego Frankfurt do Mannheim lub Wormacji.